# Birthday (Infected Mushroom)
Birthday è un singolo del duo Psychedelic Trance Infected Mushroom pubblicato il 26 luglio 2002 da Brand New Entertainment.

## Tracce
1. Birthday (feat. Berry Sakharof) (Infected Remix) – 4:48
2. Statik' Dancin' (feat. Berry Sakharof) – 4:43
3. Deeply Disturbed – 8:24